# Верхне-Сысертское водохранилище
Верхне-Сысертское водохранилище (также Верхне-Сысертский пруд, Верхнесысертский пруд) — водохранилище в Сысертском городском округе Свердловской области России, на реке Сысерти, в 50 км выше её устья. Плотина расположена на западной окраине посёлка Верхняя Сысерть.

## История
Водоём создан в 1849 году как заводской пруд для нужд Верхне-Сысертского железоделательного завода, который был вспомогательным (переделочным) для Сысертского. Завод действовал до 1901 года.

Верхне-Сысертский завод, железоделательный, в Екатеринбургском уезде, Пермской губ., в 57 в. от г. Екатеринбурга, на реке Сысерти, левом притоке Исети, принадлежит г. Саломирскому и наследникам Турчанинова. В селении 32 дв. и 412 жит. (1878). Заводской пруд приводит в движение 2 водяных колеса и одну турбину. Завод выделал железа: в 1886 г. — 42445, в 1887 г. — 53702 и в 1888 г. — 72545 метр. квинталов (259, 328 и 443 тыс. пуд.)— Верхне-Сысертский завод // Энциклопедический словарь Брокгауза и Ефрона : в 86 т. (82 т. и 4 доп.). — СПб., 1890—1907.

## Морфометрия
Пруд создан в месте слияния реки Сысерть (до пруда она имеет название Полдневая Сысерть) с её левым притоком Северная Сысерть. От плотины до прежнего места слияния рек — около полутора километров на запад, эта часть пруда имеет наибольшие глубины. Далее пруд разделяется на две части. Подпор воды по руслу текущей с юга на север Полдневой Сысерти образует серпообразно изогнутый южный рукав пруда длиной около 4 км, а по руслу Северной Сысерти образовался вытянутый с запада на восток северный рукав, длиной около 5 километров. После пруда река получает название собственно Сысерть. В верховьях южного рукава пруда на левом берегу — гора Карасья (342 метра), в низовьях, на левом берегу у плотины — гора Ваганова (323 метра). Береговая линия сложной формы. На водохранилище имеется несколько островов.
Плотина водохранилища после реконструкции в 1969 году имеет длину 360 и высоту 11,6 метра, отметка гребня плотины 250,6 метра. Площадь водохранилища при НПУ 11,3 км², при УМО 5,5 км², уровень уреза воды при НПУ 249,6 м. Площадь водосбора водохранилища 406 км², объём при НПУ 29,6 млн м³, при УМО 16,1 млн м³.
Средняя глубина водоёма 4,5 м, ширина до 1,5 км.

## Флора и фауна
Водоём всех сторон окружён лесом, по преимуществу хвойным. Водятся чебак, окунь, лещ, карась, щука.

## Использование
Используется для нужд Верхней Сысерти, а также регулирования стока в составе комплекса водохранилищ на Сысерти, в который входят также два менее крупных: Сысертское и Кашинское (Ильинский пруд). Водоём — популярное место рыбалки и туризма. По берегам расположены многочисленные базы отдыха, детские лагеря.

## Притоки
В верховьях южного рукава водоёма на западном берегу расположены два озера: Большое Карасье и Малое Карасье, соединённые с прудом протоками. Прилегающая к озёрам территория заболочена. Непосредственно к верховью водохранилища примыкает отделённый от него плотиной небольшой Кедровый пруд на Полдневой Сысерти.

## Данные водного реестра
По данным государственного водного реестра России относится к Иртышскому бассейновому округу, водохозяйственный участок реки — Исеть от города Екатеринбург до впадения реки Теча, речной подбассейн реки — Тобол. Речной бассейн реки — Иртыш.
Код объекта в государственном водном реестре — 14010500621211200006945.

## Охранный статус
Водохранилище и окружающие его земли входят в состав природного парка «Бажовские места».